# Geir Eithun
Geir Eithun est un joueur norvégien de volley-ball, né le 12 novembre 1979 à Førde (Sogn og Fjordane). Il mesure 1,99 m et joue réceptionneur-attaquant.

## Clubs
| Club                          | Pays     | De           | À            |
| ----------------------------- | -------- | ------------ | ------------ |
| Førde VBK                     | Norvège  | 1998-1999    | 2003-2004    |
| ASV Århus                     | Danemark | 2004-2005    | janvier 2005 |
| Mail Service Corigliano joker | Italie   | janvier 2005 | mai 2005     |
| Rethymnou                     | Grèce    | 2005-2006    | janvier 2006 |
| Belediyesi Istanbul           | Turquie  | janvier 2006 | 2005-2006    |
| Resowya Rzeszow               | Pologne  | 2006-2007    | 2006-2007    |
| Płomień Sosnowiec             | Pologne  | 2007-2008    | 2007-2008    |
| Beauvais OUC                  | France   | 2008-2009    | 2008-2009    |

## Palmarès
- Coupe du Danemark
  - Finaliste : 2005